# 競馬中継 (福島テレビ)
競馬中継（けいばちゅうけい）は福島テレビで福島競馬が主に第3場開催時、1963年から2003年まで毎週、土・日曜日の15:00～16:00に放送された中央競馬のタイトル（但し、土曜日は土曜競馬中継として放送された）。毎週、福島テレビアナウンサーの実況が務めた。後番組はエキサイティング競馬。

## 概要
福島テレビが開局した年、1963年8月4日から福島競馬の中継を開始した。この競馬中継は福島テレビが最初に制作したスポーツ番組でもあった。その後、1966年7月より福島テレビにおける競馬中継がレギュラー番組になり、福島競馬が開催しない週はフジテレビの競馬中継をネットするようになった。なお、1970年に福島中央テレビが開局したが、開局当初はフジテレビ系列のネットワーク組織である（FNN・FNS）に加盟していたため多くのフジテレビ系番組が福島中央テレビに移動したものの、競馬中継については福島テレビによる放送が続けられていた。
土曜開催分については、1989年より中継を開始した。

## 出演者

### 司会
- 原國雄

### アシスタント
- 今野明美

### 歴代実況アナウンサー
- 遠藤卓
- 高橋雄一
- 金井淳郎
- 岩田雅人
- 藺草英己

### 解説者
- 伊藤朗（福島民報）
- 野城公男（競馬エイト（現在は週刊Gallopに所属））
- 佐藤寿恭[5]

## その他
テレビ東京制作『土曜競馬中継』のネット受けは、1985年から福島主場開催時のみ実施（1986年除く）、1990年4月7日よりレギュラー化した。